# Robby Gordon Motorsports
Robby Gordon Motorsports est une ancienne écurie NASCAR (principal organisme qui régit les courses automobiles de stock-car aux États-Unis d'Amérique) basée à Huntersville en Caroline du Nord et dirigée par Robby Gordon.

## Parcours en NASCAR Cup series
Robby Gordon est l'un des derniers propriétaires pilote. Il a participé au championnat NASCAR Cup Series entre 2005 et 2012 au volant de la voiture no 7. En 251 départs, son meilleur résultat est une deuxième place sur les circuits routiers de Watkins Glen en 2005 et Sonoma en 2010.

## Référence
1. ↑   (en) Robby Gordon (owner): NASCAR Cup Series Results (top 5s) (racing-reference.info)